# Väghållningssten

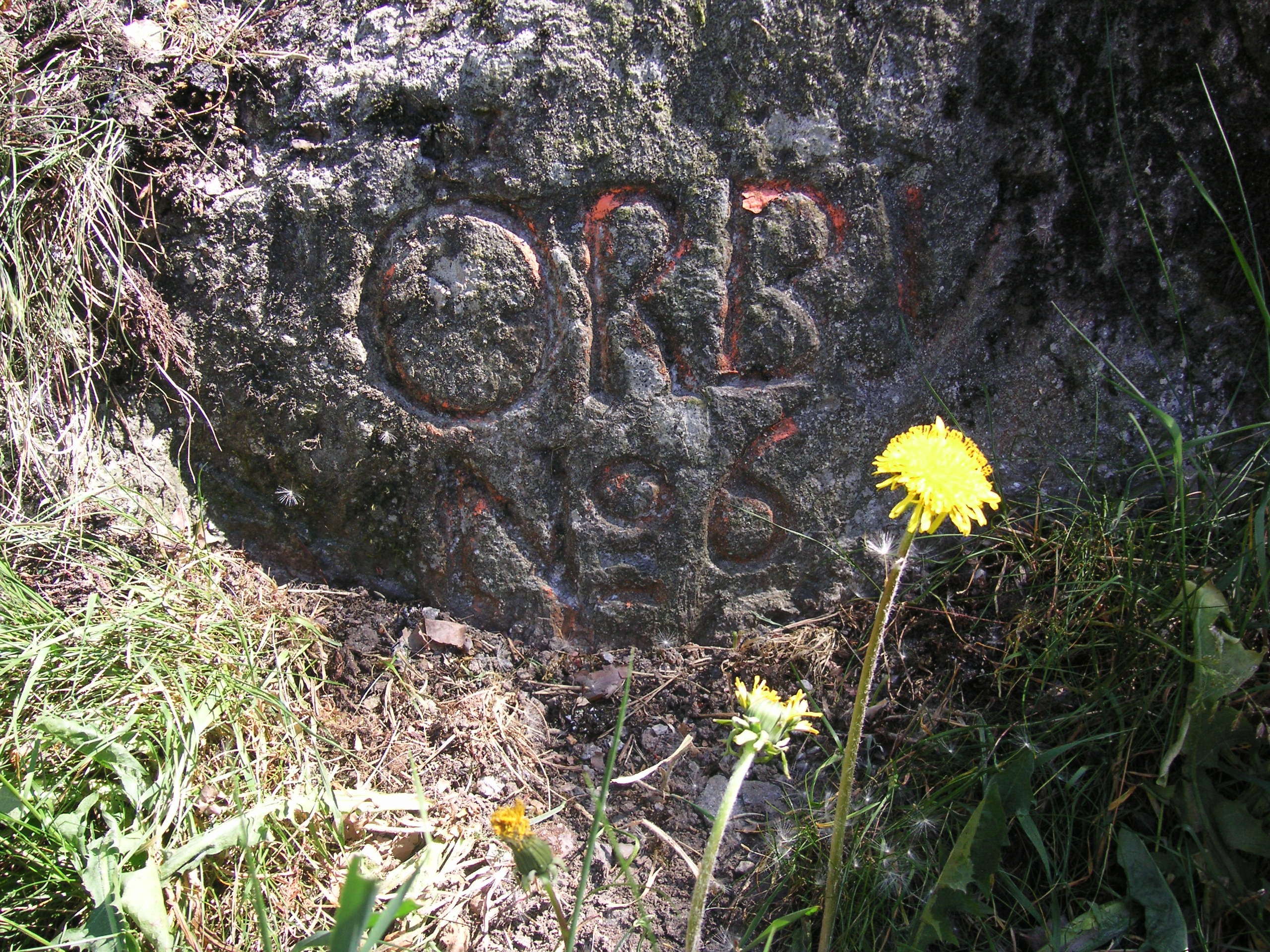
Väghållningssten vid Göta landsväg.

Väghållningsstenar är markeringar av varierande utformning som förr stod uppställda utmed allmänna vägar och visade den vägsträcka som markägaren var skyldig att hålla i farbart skick.

## Historik
Redan på medeltiden hade bönderna och jordägare olika väglotter att sköta. År 1628 fick det nyinrättade Lantmäteriet uppgiften att göra längder för så kallade väglottsdelningar. I dessa delningslängder förtecknades den aktuella vägsträckan, som skulle underhållas av markägaren. Vägavsnitten markerades med väghållningsstenar. Vägmarkeringarna (som oftast var av trä) utformades efter markägarens smak. Vanligen förekom gårdsnamn eller ägareinitialer, uppgift om gårdens storlek i mantal samt en pil som markerar åt vilket håll underhållet sträcker sig. Att jordägaren skötte sin plikt kontrollerades årligen genom vägsyner, bönder som inte gjorde ett fullgott arbete fick protokollförda anmärkningar.
År 1891 fick Sverige sin första väglag som trädde i kraft 1895, där stadgades för första gången om väghållningsstenar. Enligt den nya lagen blev de nyinrättade väghållningsdistrikten ansvariga för väghållningen. I 30 § heter det angående väghållningsstenar: "Vid ändpunkterna af hvarje till underhåll indeladt vägstycke skola väghållaren anbringa tydliga märken, angifvande den fastighet, som har vägstyckets underhåll sig ålagdt."
Den nya väglagen innebar att många nya fastighetsägare tillkom, därför fick man göra om all vägdelning och väglotternas antal ökade från c:a 258 000 till 352 000 st. 
Väghållningsstenar är liksom milstolpar en fornlämning som skyddas enligt lag.

## Bilder, väghållningsstenar (urval)

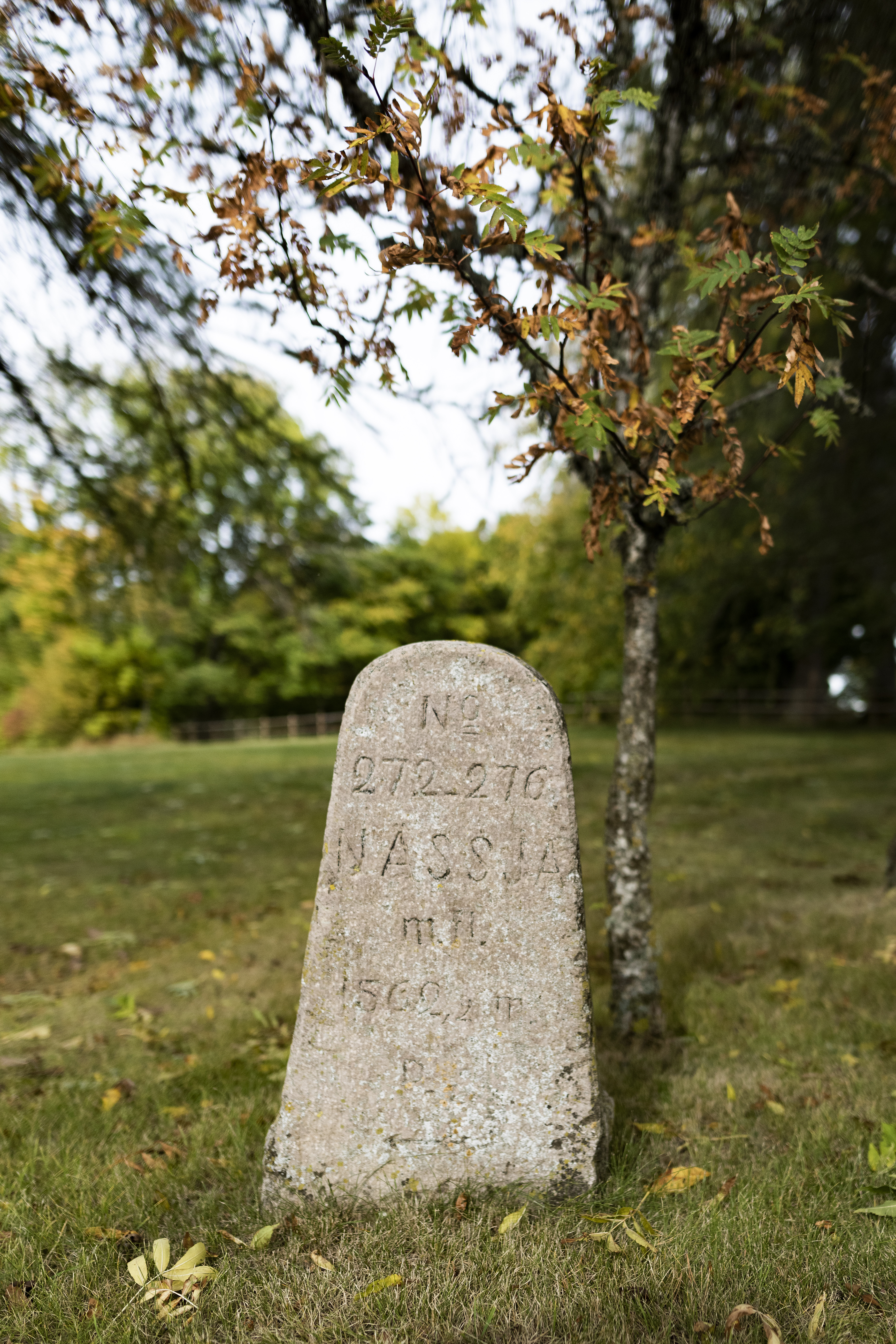
Väghållningssten vid Nässja skeppssättning i Östergötland.
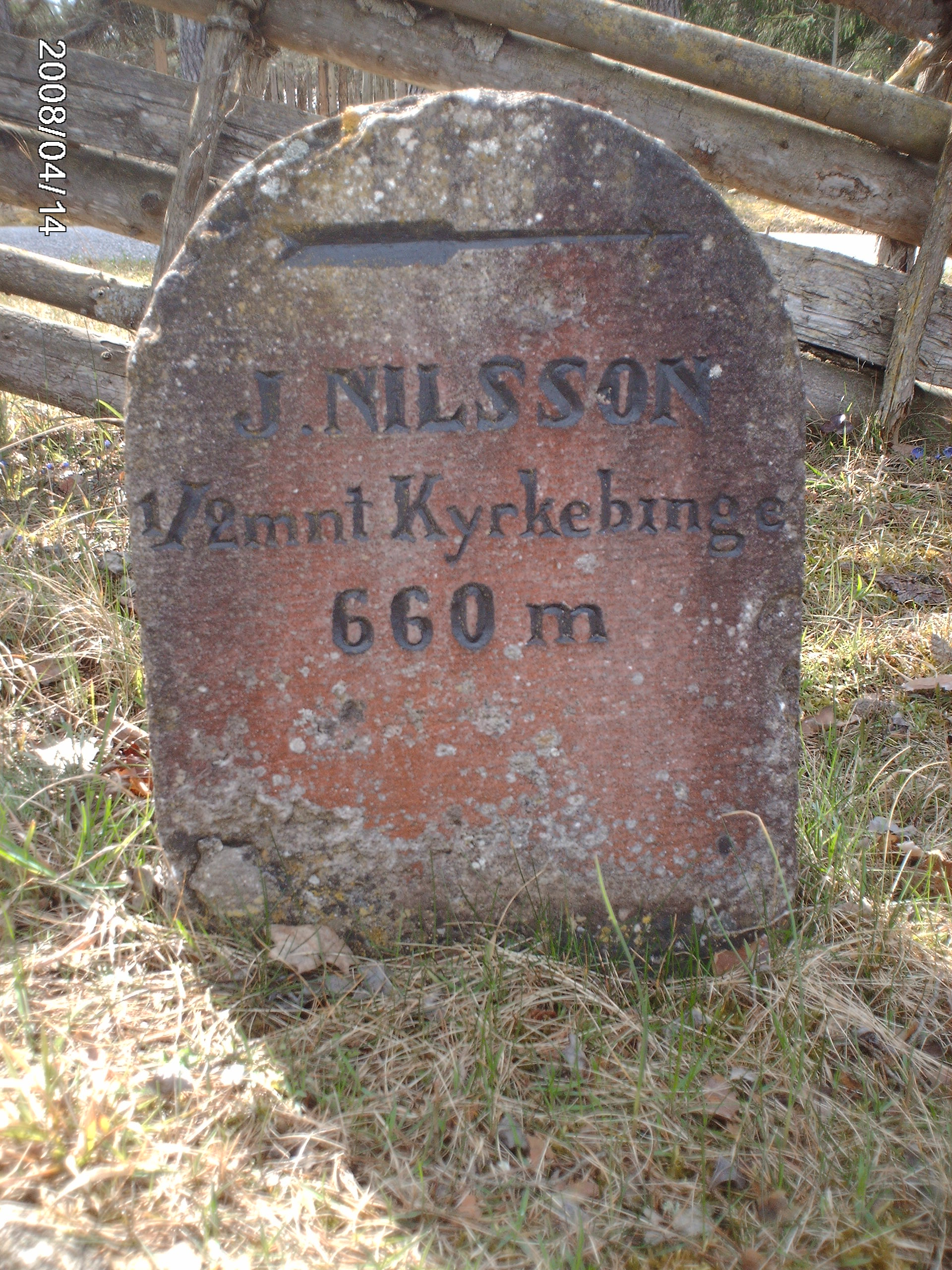
Väghållningssten vid Norrlanda fornstuga, Norrlanda socken, Gotland.
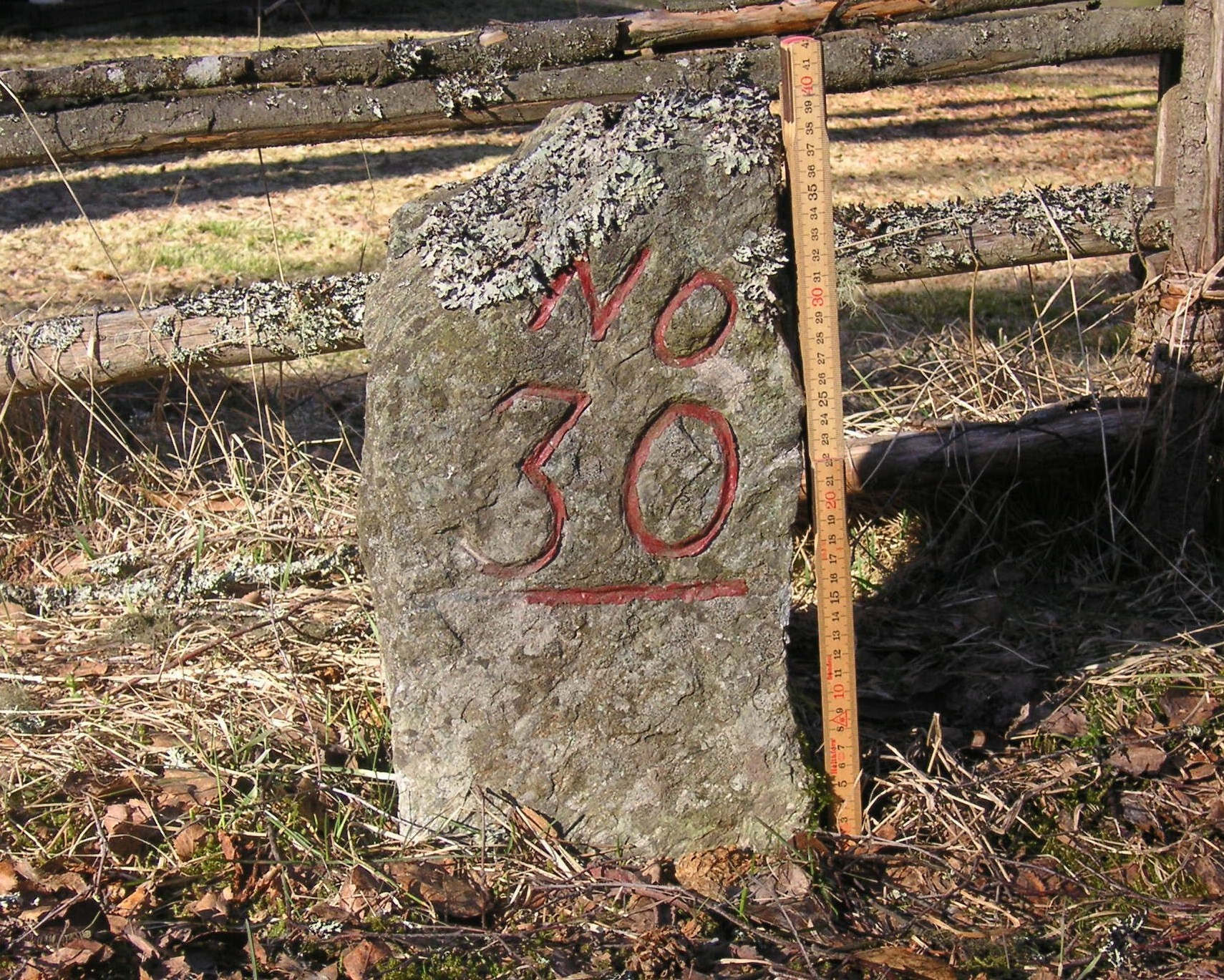
Väghållningssten vid Stenberget, Dalarna.
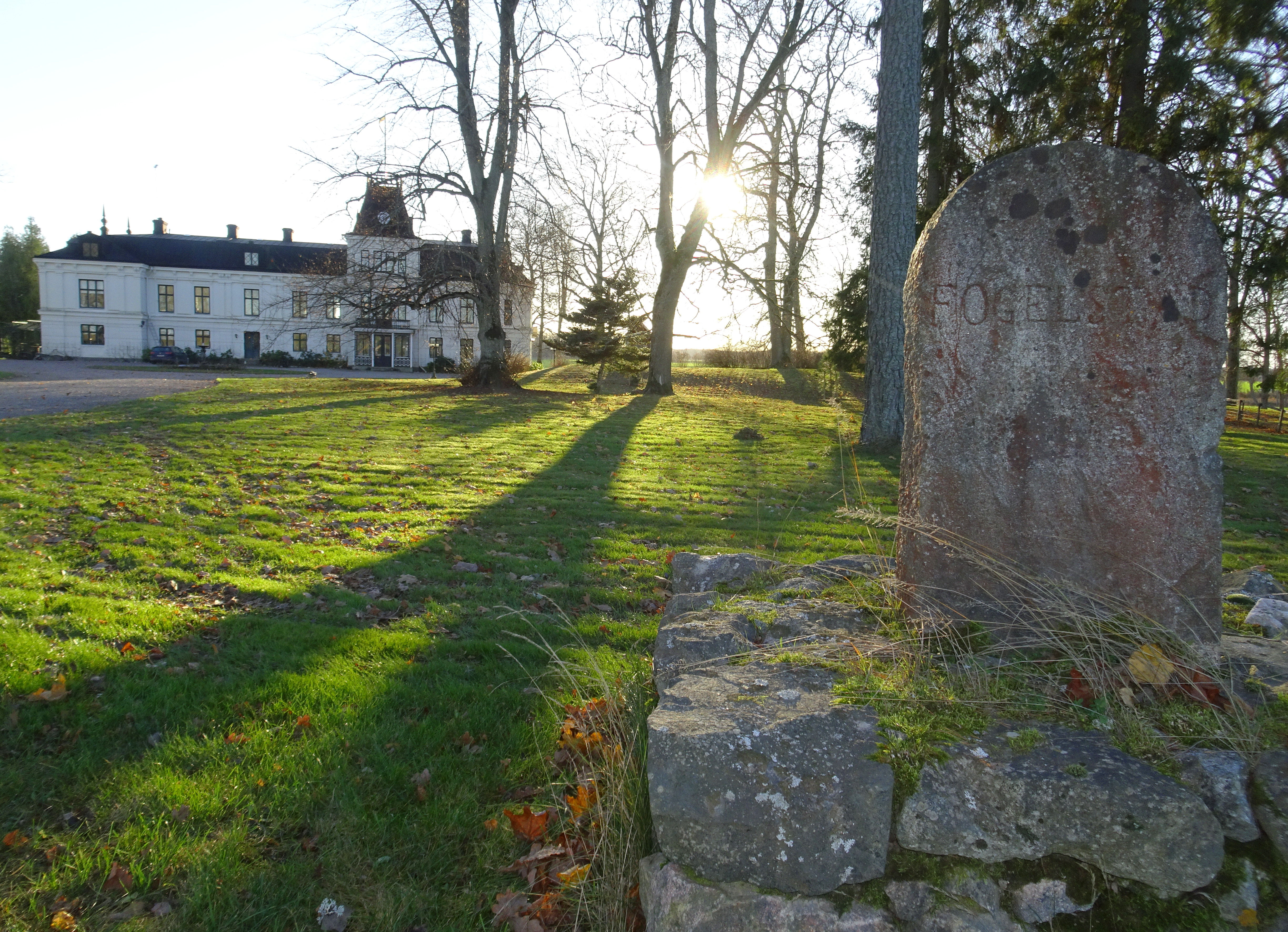
Väghållningssten vid Fogelstad, Södermanlands län.
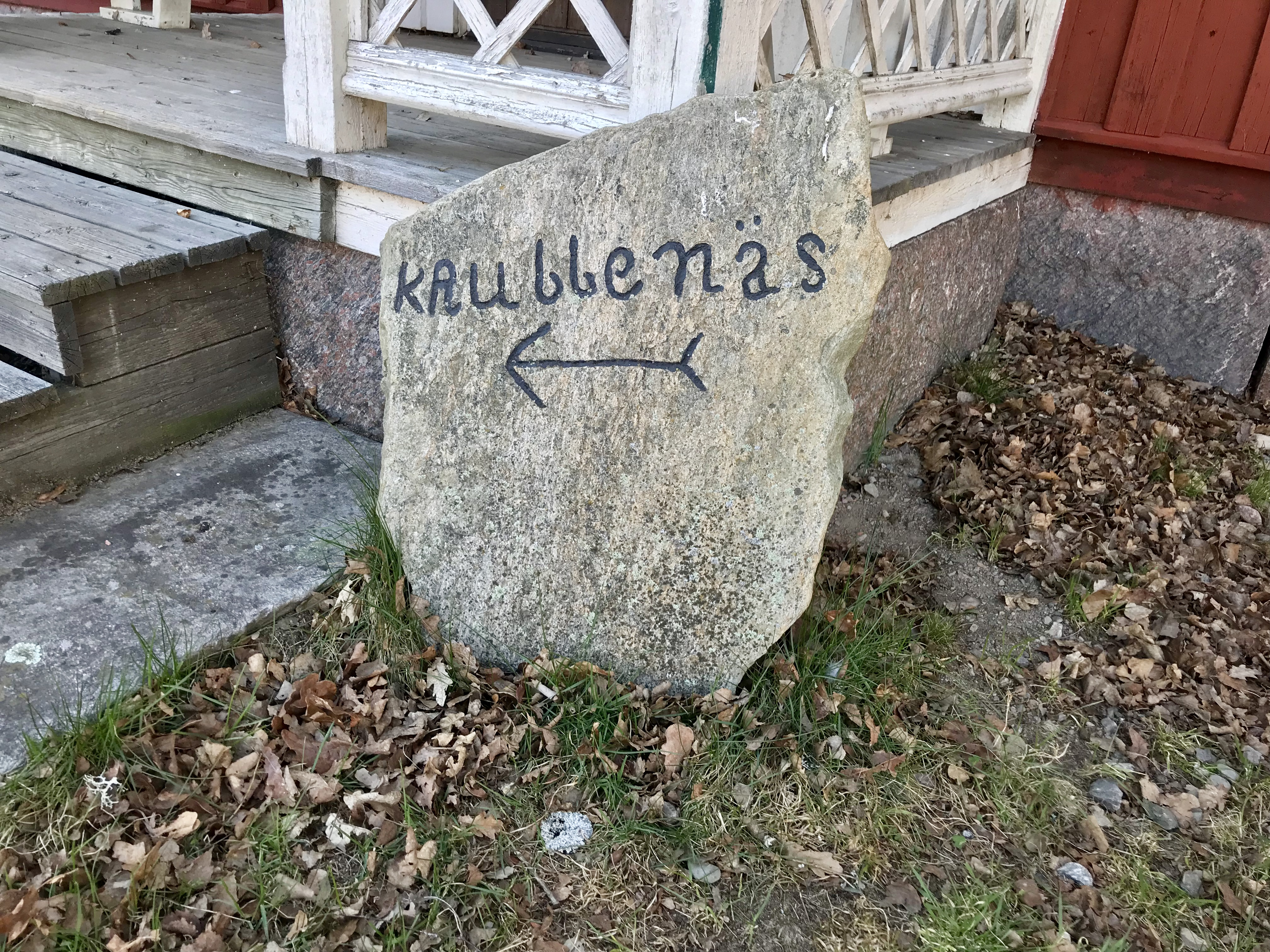
Väghållningssten vid Svanskogs hembygdsgård.